# Kormos albatrosz

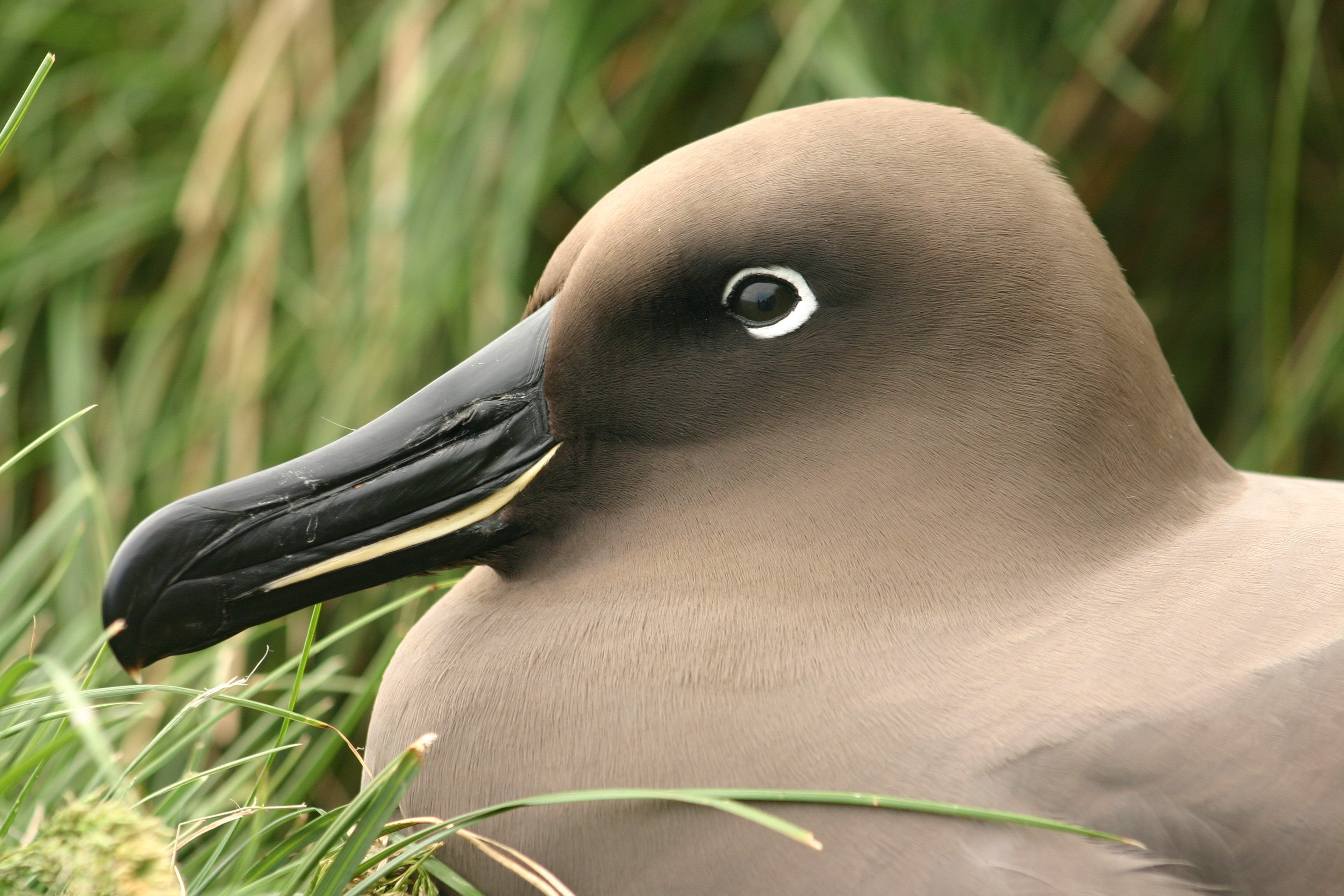
Portré

A kormos albatrosz (Phoebetria palpebrata) a madarak (Aves) osztályának viharmadár-alakúak (Procellariiformes) rendjébe, ezen belül az albatroszfélék (Diomedeidae) családjába tartozó faj.
Egyes rendszerbesorolások a Diomedea nembe sorolják Diomedea palpebrata néven.

## Előfordulása
Antarktisz körüli szigeteken, déli kontinensek partjain költ.

## Alfaja
- Phoebetria palpebrata huttoni

## Megjelenése
A fajra a 71–85 centiméteres átlagos testhossz és 210 centiméteres szárnyfesztávolság jellemző. A kisebb termetű faj tollruhája sötét- és világosbarna, hátuk hamuszürke és a farkuk ék alakú. Fehér szemgyűrűjük van.

## Életmódja
Kiterjesztett szárnyain vitorlázik, majd a csendes vízre ereszkedve, vadászik halakra, rákokra és fejlábúakra.

## Szaporodása
A párok a levegőben násztáncot járnak, majd a vízre leszállva fejüket nyújtogatva pózolnak. Fészküket földből és növényi anyagokból építik, a mélyedésébe rakják tojásukat. Telepesen költenek.